# Rogério (Fußballspieler, 1998)
Rogério (* 13. Januar 1998 in Nobres, Mato Grosso; voller Name Rogério Oliveira da Silva) ist ein brasilianischer Fußballspieler. Er steht beim deutschen Bundesligisten VfL Wolfsburg unter Vertrag.

## Karriere

### Verein
Rogério wechselte 2016 aus der Jugend von Internacional Porto Alegre zum italienischen Erstligisten US Sassuolo Calcio. nur kurz darauf folgte der Wechsel zu Juventus Turin, wo er das letzte Jugendjahr absolvierte.
Im Sommer 2017 wurde er in den Profibereich übernommen und an seinen Ex-Klub US Sassuolo Calcio verliehen. Für diesen absolvierte er in der Saison 2017/18 13 Spiele. In der Saison 2018/19 etablierte sich Rogério als Stammspieler und absolvierte 33 Serie-A-Spiele, in denen er ein Tor erzielte. Zur Saison 2019/20 erwarb die US Sassuolo Calcio schließlich die Transferrechte an Rogério.
Anfang August 2023 wechselte er zum Bundesligisten VfL Wolfsburg.

### Nationalmannschaft
Rogério nahm mit der U-17-Nationalmannschaft Brasiliens an der U-17-Weltmeisterschaft teil. Er absolvierte alle fünf Spiele seiner Mannschaft, die im Viertelfinale dem späteren Sieger Nigeria unterlag.
Im Jahr 2017 lief Rogério in vier Spielen der U-20-Nationalmannschaft Brasiliens auf. Im Jahr 2019 hatte er einen Einsatz in der U-23-Nationalmannschaft Brasiliens.

## Erfolge
U-22 Nationalmannschaft
- Turnier von Toulon: 2019